# First Snow
First Snow (Langtitel: First Snow – Tödliche Prophezeiung) ist ein US-amerikanischer Thriller aus dem Jahr 2006. Regie führte Mark Fergus, der gemeinsam mit Hawk Ostby auch das Drehbuch schrieb.

## Handlung
Der Verkäufer Jimmy Starks träumt von großen, eintragsreichen Geschäften, die er in unmittelbarer Zukunft erwartet. Während einer Geschäftsreise strandet er in einer ländlichen Gegend von New Mexico, wo sein Auto repariert werden muss.  Um sich die Zeit zu vertreiben, lässt er sich von dem Wahrsager Vacaro die Zukunft voraussagen. Dieser prophezeit ihm zwar baldiges Glück, jedoch doch auch eine unsichere Zukunft, allerdings ohne genauer eingehen zu können.
Jimmy träumt davon, beruflich aufzusteigen und mit dem Verkauf von Jukeboxen erfolgreich zu werden. Doch bevor er seine Pläne verwirklichen kann, muss er auf Anweisung seines Vorgesetzten Roy Harrison seinen Kollegen Andy Lopez entlassen – eine Entscheidung, die ihm zwar widerstrebt, die er jedoch ohne Widerspruch umsetzt. Der Grund: Andy wurde beim Fälschen von Spesenabrechnungen erwischt. Die Entlassungsgespräch zwischen den beiden eskaliert in einen heftigen Streit, denn Andy wirft Jimmy vor, dass die Idee zur Manipulation ursprünglich von ihm stamme. Trotz der Auseinandersetzung zeigt sich Roy Harrison zufrieden mit Jimmys Vorgehen. Er bedankt sich bei ihm und lobt zugleich seine Geschäftsidee mit den Jukeboxen – er sieht darin „einen riesigen Gewinn“. Auf Roys Anraten soll Jimmy nach Dallas ziehen, um dort seine Pläne weiterzuverfolgen. 
Am nächsten Tag sieht er aus seinem Büro, dass er von Andy beschattet wird. Außerdem erfährt er von seinem Arzt die EKG-Ergebnisse, die seinen Arzt beunruhigen. Sein Arzt stellt bei einem Herzultraschall fest, dass Jimmy einen Herzklappenfehler hat – eine Mitralklappeninsuffizienz. Diese Erkrankung ist allerdings harmlos, sein Arzt empfiehlt ihn eine halbjährliche Untersuchung seines Herzes. Zudem bekommt Jimmy anonyme Anrufe, die er nicht zuordnen kann. Jimmy wird nervös, denn es passiert genau das, was der Wahrsager ihm vorausgesagt hatte: Dallas, das baldige Glück und eine ungewisse Zukunft. Die Vorstellung, dass sein Schicksal nun in Bewegung gesetzt wird, lässt ihn nicht los. Abends besucht er in der Stadt eine Handleserin, die seinen Schicksal voraussagen soll. Mit ihren schwammigen Aussagen wird er nicht glücklich und verlässt sie rasch.
All das bringt Jimmy nun aus der Fassung. Vergangene Verfehlungen holen ihn ein, und er hat das Gefühl, unaufhaltsam auf eine Katastrophe zuzusteuern. Besessen von dem Wunsch, mehr über seine Zukunft zu erfahren, sucht Jimmy Vacaro erneut auf. Doch der Wahrsager bleibt bei seiner Aussage: Er hat ihm bereits alles gesagt, was er sehen konnte – mit der Ergänzung, dass Jimmy ein unsicheres Leben führen werde und sein Ende mit dem ersten Schnee kommen würde. Während er seiner Freundin Deirdre nichts davon erzählt, vertraut sich Jimmy seinem Kollegen Ed Jacomoi an. Wenige Tage später erhält er eine Todesdrohung: Eine durchlöcherte Schießscheibe wird ihm per Post zugeschickt. Er ist überzeugt, dass Andy dahintersteckt, und stellt ihn zur Rede. Doch Andy beteuert seine Unschuld, woraufhin das Gespräch erneut in einen heftigen Streit ausartet.
Die Angst verstärkt sich, als er erfährt, dass sein ehemaliger Freund Vincent aus dem Gefängnis entlassen wurde – einer langjährigen Strafe, die er wegen Jimmys „Verrat“ deutlich länger absitzen musste. Jimmy hat das Gefühl, dass Vincent zurückgekehrt ist, um ihn zu töten, und dass er etwas tun muss. Um dem drohenden Unheil entgegenzuwirken, versucht er herauszufinden, wo Vincent untergekommen ist. Durch einen Besuch bei Vincents Mutter erfährt er schließlich den Aufenthaltsort von Vincent. Er begibt sich zu Vincents heruntergekommener Wohnung und beginnt, sie zu durchsuchen. Doch er wird abrupt von Vincent überrascht. Jimmy kann gerade noch entkommen und flüchtet aus der Wohnsiedlung, bevor er entdeckt wird.
Zuhause angekommen, stellt sich heraus, dass die beunruhigenden Telefonanrufe lediglich von einem Wählautomaten eines Telemarketingunternehmens stammten – seine tagelange Angst war also unbegründet. Doch in derselben Nacht klingelt erneut das Telefon. Dieses Mal ist es Vincent. Jimmy überkommt Panik, denn er hat das beklemmende Gefühl, beobachtet zu werden. Am nächsten Tag sucht er das Polizeirevier auf, um Vincent anzuzeigen, doch der örtliche Polizei-Sergeant kann nichts für ihn tun. Am Abend bekommt Jimmy unerwarteten Besuch: Andy will sich bei ihm entschuldigen. Andy wird allerdings sauer, als er erfährt, dass Andy tatsächlich derjenige war, der ihm die Todesdrohung per Post geschickt hat. Wut steigt in ihm auf und ihm wird bewusst, dass seine Angst vor Vincent in diesem Punkt unbegründet war. Doch sein Handeln der letzten Tage hat eine gefährliche Dynamik ausgelöst: Vincent fühlt sich nun ermutigt, Jimmy zu belästigen – und beginnt mit einem unerbittlichen Telefonterror. Die beiden telefonieren erneut, und Jimmy nutzt die Gelegenheit, sich für das zu entschuldigen, was vor Jahren geschah und Vincent ins Gefängnis brachte. Doch anstatt Versöhnung zuzulassen, spricht Vincent eine bedrohliche Warnung aus.
Jimmy wird zunehmend nervöser und gereizter. Mittlerweile ist er fest davon überzeugt, dass Vincent ihn aufspüren will, um ihn zu töten. Verzweifelt unternimmt er einen weiteren Versuch, den Sergeant dazu zu bewegen, Vincent festzusetzen – abermals ohne Erfolg. In seiner Angst fasst Jimmy einen Plan: Er überredet seine Freundin Deirdre, den Wahrsager Vacaro aufzusuchen. Sie soll herausfinden, ob seine düsteren Zukunftsvisionen über Jimmy noch immer Bestand haben. Allerdings ist er mittlerweile weitergezogen. Seine Freundin ist jedoch von Jimmy genervt und trennt sich von ihm. Jimmy macht sich nun alleine auf den Weg zum Wahrsager und findet ihm an einem See. Vacaro überzeugt ihn, sein Schicksal zu akzeptieren. Doch Jimmy will es nicht gänzlich akzeptieren und verschanzt sich in einem Motel in Albuquerque.
Im Radio hört Jimmy die Wettervorhersage. Ein Wintereinbruch mit mehreren Zentimetern Schnee steht bevor. Kurz darauf erhält er vom Sergeant die Nachricht, dass Vincent ein Auto gestohlen hat und nun von den Sicherheitsbehörden gesucht wird. Eingesperrt in seinem Motelzimmer, wird Jimmy zunehmend wahnsinnig. Der Druck ist kaum noch auszuhalten, und in einem verzweifelten Moment spielt er mit dem Gedanken, sich das Leben zu nehmen; doch schließlich lässt er davon ab. Als der erste Schnee die Stadt bedeckt, fasst er eine Entscheidung: Er verlässt das Motel und kehrt in sein Haus zurück. Er hat sich seinem Schicksal ergeben und wartet nun auf den unausweichlichen Showdown mit Vincent. Doch anstatt sich zu verstecken, versucht Jimmy, wieder Normalität in sein Leben zu bringen. Er geht zurück zur Arbeit, hebt 50.000 US-Dollar in Bar von der Bank ab – angeblich für einen Geschäftsdeal – und bietet Andy einen Arbeitsvertrag als seinen Verkaufspartner für Jukeboxen an. Später trifft er sich mit seinem Freund und Kollegen Ed Jacomoi in einer Bar, und die beiden legen ihren Streit bei. Auch mit seiner Freundin versöhnt er sich, gemeinsam schmieden sie erneut Pläne für ihre Zukunft.
Jimmy begibt sich zum alten Bahndepot, wo er auf Vincent trifft. Die beiden sprechen über ihre gemeinsame Vergangenheit, während die angespannte Stimmung zwischen ihnen spürbar bleibt. In einem Versuch, die Situation zu entschärfen, bietet Jimmy ihm 50.000 US-Dollar an, um ihm zu helfen. Doch Vincent zeigt keinerlei Interesse. Stattdessen fasst Vincent einen drastischen Entschluss. Er will sowohl sich selbst als auch Jimmy erschießen. Doch als er abdrückt, verfehlt die Kugel Jimmy und trifft stattdessen nur ihn selbst. Vincent überlebt den Schuss unverletzt.

## Hintergrund
Der Film wurde in Albuquerque und in einigen anderen Orten in New Mexico gedreht. Seine Weltpremiere fand am 5. Mai 2006 auf dem Tribeca Film Festival statt, dem einige weitere Filmfestivals folgten. In Deutschland, Österreich und der Schweiz schaffte es der Film nicht in die Kinos; am 9. Juli 2009 veröffentlichte Sony Pictures Entertainment erstmals eine deutschsprachige DVD. Der Film spielte weltweit rund 575.000 US-Dollar ein.

## Kritiken
Der Film wurde von den Kritikern gemischt aufgenommen. Das Filmkritik-Portal Rotten Tomatoes gibt für den Film 57 % positive Rezensionen an, basierend auf 72 Kritiken. Zusammenfassend heißt es dort: „In First Snow wird aus einer interessanten Prämisse ein langsamer und langweiliger Noir, der dem Genre wenig hinzufügt.“ Bei Metacritic konnte ein Metascore von 58, basierend auf 22 Kritiken, erzielt werden.
Sheri Linden schrieb im Hollywood Reporter vom 8. Februar 2007, der Film sei ein „frischer, intelligenter sowie durch und durch involvierender psychologischer Thriller“. Die „starken“ Darsteller würden den „lyrischen, aber niemals gekünstelten“ Dialogen Leben einhauchen. Ronnie Scheib schrieb in der Zeitschrift Variety vom 26. März 2007, der „stimmungsvolle“ Psychothriller biete eine nuancierte Charakterstudie mit gut ausgewählten Elementen wie Landschaften, starke Nebendarsteller und glaubwürdiges Spiel des Hauptdarstellers.